# Epania iriei
Epania iriei är en skalbaggsart som beskrevs av Masatoshi Takakuwa 1981. Epania iriei ingår i släktet Epania och familjen långhorningar. Inga underarter finns listade i Catalogue of Life.